# تومي دريك
تومي دريك (بالإنجليزية: Tommy Drake)‏ هو مصارع محترف أمريكي، ولد في 21 أغسطس 1979 في دي موين في الولايات المتحدة.

## وصلات خارجية
- تومي دريك على موقع CageMatch worker (الإنجليزية)
- تومي دريك على موقع قاعدة بيانات المصارعة على الإنترنت (الإنجليزية)